# Doença de Parkinson
A doença de Parkinson (DP) é uma doença degenerativa crónica do sistema nervoso central que afeta principalmente a coordenação motora. Os sintomas vão-se manifestando de forma lenta e gradual ao longo do tempo. Na fase inicial da doença, os sintomas mais óbvios são tremores, rigidez, lentidão de movimentos e dificuldade em caminhar. Podem também ocorrer problemas de raciocínio e comportamentais. Nos estádios avançados da doença é comum a presença de demência. Cerca de 30% das pessoas manifestam depressão e ansiedade. Entre outros possíveis sintomas estão problemas sensoriais, emocionais e perturbações do sono. O conjunto dos principais sintomas a nível motor denominam-se "Parkinsonismo", ou "síndrome de Parkinson".
Embora se desconheça a causa exata da doença, acredita-se que envolva tanto fatores genéticos como fatores ambientais. As pessoas com antecedentes familiares da doença apresentam um risco superior de vir a desenvolver Parkinson. Existe também um risco superior em pessoas expostas a determinados pesticidas e entre pessoas com antecedentes de lesões na cabeça. Por outro lado, o risco é menor entre fumadores e consumidores de café e chá. Os sintomas da doença a nível motor resultam da morte de células na substância negra, uma região do mesencéfalo. A morte leva a uma diminuição da produção de dopamina nessas regiões. As causas desta morte celular ainda são mal compreendidas, mas envolvem a acumulação de proteínas nos corpos de Lewy nos neurónios. O diagnostico de um caso comum é baseado nos sintomas, podendo ser acompanhado de exames neuroimagiológicos para descartar outras possíveis doenças.
Não existe cura para a doença de Parkinson. O tratamento destina-se a melhorar os sintomas. O tratamento inicial consiste geralmente na administração do medicamento antiparkinsónico levodopa, podendo ser usados agonistas da dopamina assim que a levodopa se torna menos eficaz. À medida que a doença avança e continuam a morrer neurónios, estes medicamentos vão perdendo a eficácia, ao mesmo tempo que produzem efeitos adversos caracterizados por movimentos involuntários. A dieta e algumas formas de reabilitação têm demonstrado alguma eficácia na melhoria dos sintomas. Em alguns casos graves em que os medicamentos deixaram de ser eficazes tem sido usada neurocirurgia para colocar micro-elétrodos de estimulação cerebral profunda, diminuindo os sintomas em nível motor. As evidências para os tratamentos de sintomas não motores, como as perturbações de sono ou problemas emocionais, são menos robustas.
Em 2015, a doença de Parkinson afetava cerca de 6,2 milhões de pessoas, tendo sido a causa de 117 000 mortes em todo o mundo. A doença de Parkinson geralmente ocorre em pessoas com idade superior a 60 anos, das quais cerca de 1% é afetada. A doença é mais comum entre homens do que em mulheres. Quando aparece em pessoas com menos de 50 anos, denomina-se "Parkinson precoce" ou "juvenil". A esperança média de vida a seguir ao diagnóstico é de 7 a 14 anos. A doença é assim denominada em homenagem ao médico britânico James Parkinson, que publicou a primeira descrição detalhada da doença em 1817 na obra An Essay on the Shaking Palsy. Entre as campanhas de consciencialização estão o Dia Mundial da Doença de Parkinson, realizado a 11 de abril, na data de aniversário de James Parkinson, e a utilização de uma tulipa vermelha como símbolo da doença.

## Sinais e sintomas
A Doença de Parkinson é caracterizada clinicamente pela combinação de três sinais clássicos: tremor de repouso, bradicinesia e rigidez muscular . Além disso, o paciente pode apresentar também: acinesia, micrografia, expressões como máscara, instabilidade postural, alterações na marcha e postura encurvada para a frente. O sintoma mais importante a ser observado é a bradicinesia. Além das alterações motoras, atualmente, a Doença de Parkinson também é caracterizada por alterações não-motoras, como alterações nos padrões de sono, prisão de ventre, depressão, ansiedade, hiposmia, sono diurno excessivo, cansaço, disfunções urinárias, hipotensão ortostática e a disfunção baroreflexa.
Os sintomas normalmente começam nas extremidades superiores e são normalmente unilaterais devido à assimetria da degeneração inicial no cérebro.
A clínica é dominada pelos tremores musculares. Estes iniciam-se geralmente em uma mão, depois na perna do mesmo lado e depois nos outros membros. Tende a ser mais forte em membros em descanso, como ao segurar objetos, e durante períodos estressantes e é menos notável em movimentos mais amplos. Há na maioria dos casos mas nem sempre outros sintomas como rigidez dos músculos, lentidão de movimentos, e instabilidade postural (dificuldade em manter-se em pé). Há dificuldade em iniciar e parar a marcha e as mudanças de direção são custosas com numerosos pequenos passos.
O doente apresenta uma expressão fechada pouco expressiva e uma voz monotônica, devido ao deficiente controle sobre os músculos da face e laringe. A sua escrita tende a ter em pequeno tamanho (micrografia). Outros sintomas incluem deterioração da fluência da fala (gagueira), depressão e ansiedade, dificuldades de aprendizagem, insônias, perda do sentido do olfato.
Cognitivos
Por outro lado, os sintomas cognitivos, embora comumente presentes na DP, continuam a ser negligenciados no seu diagnóstico e tratamento. Existem evidências de distúrbios nos domínios emocional, cognitivo e psicossocial, destacando-se: depressão, ansiedade; prejuízos cognitivos e olfativos; e, em particular, a demência na DP.

### Mal funcionamento gastrointestinal
A α-sinucleína agregada em pacientes com DP mostra um acúmulo patológico no cérebro e também em quase toda a extensão do trato digestivo. A prisão de ventre  é um dos sintomas que demonstrou aumentar o risco de desenvolver DP, no entanto, a vagotomia troncular mostra a diminuição do risco de desenvolver DP, com base em estudos observacionais.
Um possível gatilho para iniciar a DP pode ser a exposição frequente da mucosa intestinal a toxinas ambientais, metabólitos microbianos tóxicos que criam altas dificuldades para a barreira epitelial e causam problemas gastrointestinais (GI).
Problemas gastrointestinais, como prisão de ventre,  esvaziamento estomacal prejudicado (dismotilidade gástrica), produção excessiva de saliva podem ser graves o suficiente para causar desconforto e até colocar em risco a saúde. A inflamação no intestino é muito comum em pacientes com DP e contribui para o processo neurodegenerativo, a expressão de níveis aumentados de citocinas pró-inflamatórias pode ser observada nas biópsias colônicas de pacientes com DP. Estes são sintomas mostrados na manifestação precoce da patologia da α-sinucleína.
Considerando que o intestino desempenha um papel importante no processo inflamatório no organismo, é importante considerar que fatores ambientais podem contribuir para a patogênese e/ou gravidade da Doença de Parkinson.
Um importante fator ambiental que deve ser considerado quando se fala de problemas gastrointestinais em pacientes com DP é a dieta. Como foi dito anteriormente o consumo de certos tipos de bebidas e alimentos pode estar ligado a um risco maior ou menor de desenvolver DP, neste caso é fundamental mencionar o papel do glúten no nosso sistema imunológico. O glúten é responsável pela modificação no microbioma intestinal e também pode afetar a permeabilidade intestinal.
Quando se fala em glúten está automaticamente ligado a certas doenças como dermatite herpetiforme (DH), doença celíaca (DC), sensibilidade ao glúten não celíaca (SGNC) ou alergia a grãos/o que. No entanto, foram demonstrados benefícios de uma dieta sem glúten também para pessoas com doenças autoimunes que não são celíacas, porque o glúten está relacionado ao aumento da permeabilidade intestinal e à modificação da microbiota intestinal.
Ultimamente, tem sido aceito o papel do aumento da permeabilidade intestinal e das modificações na microbiota intestinal como um fator importante para distúrbios neuropsiquiátricos, incluindo a DP, devido à alteração de muitas vias relevantes para a DP. O consumo de glúten também aumenta o estresse oxidativo, levando a um ambiente citotóxico e pró-inflamatório no corpo. A ingestão diária de glúten também pode aumentar a apoptose e diminuir a viabilidade e diferenciação celular.
Um intestino saudável terá micróbios capazes de produzir e ser fonte de ácidos graxos de cadeia curta (AGCCs), desempenhando um papel importante, pois essas moléculas se comportam como antioxidantes e também possuem propriedades anti-inflamatórias. [58]Basicamente, o comprometimento GI é esperado, pois há uma forte conexão entre o estado do ambiente intestinal (permeabilidade, microbiota, etc.) eixo. Porque a produção de moléculas sinalizadoras (hormônios e neurotransmissores como o GABA) que interagem com o sistema nervoso do hospedeiro tem origem no intestino, pois a microbiota é a responsável direta por isso.
Outros tipos de comprometimento gastrointestinal em pacientes com DP são, por exemplo: 
Sintomas gastrointestinais superiores: disfagia, disfunção orofaríngea, supercrescimento bacteriano do intestino delgado (SIBO), inchaço
Sintomas gastrointestinais inferiores: prisão de ventre, descarga de pus do reto, diarreia.

### Estágios
A evolução da doença de Parkinson se apresenta em diferentes intensidades para cada paciente, mas segue alguns padrões de progressão que permite avaliar seus principais estádios. A Escala de Hoehn e Lahr, que se baseia principalmente nos sintomas motores da doença, uniformiza o exame neurológico com critérios objetivos e divide a evolução dos sintomas em cinco estádios do Parkinson. Para classificar os sintomas cognitivos é utilizada a Escala Unificada de Avaliação da Doença de Parkinson (Unified Parkinson's Disease Rating Scale) .

## Causas
A doença de Parkinson é idiopática, ou seja é uma doença primária de causa obscura. Há degeneração e morte celular dos neurônios produtores de dopamina. É portanto uma doença degenerativa do sistema nervoso central, com início geralmente após os 50 anos de idade. É uma das doenças neurológicas mais frequentes visto que sua prevalência situa-se entre 80 e 160 casos por cem mil habitantes, acometendo, aproximadamente, 1% dos indivíduos acima de 65 anos de idade.
A Doença de Parkinson hereditária está tradicionalmente relacionada à mutações no gene da alfa-sinucleína (SNCA), proteína sináptica envolvida em processos de reciclagem vesicular. A alfa-sinucleína mutada adquire uma conformação tóxica, levando à formação de oligômeros e posterior acumulação de inclusões proteicas ao longo da vida (sob a forma dos corpos de Lewy visiveis ao microscópico) . A dispersão das espécies tóxicas da proteína ao longo dos gânglios da base resulta na morte seletiva de neurônios dopaminérgicos, concentrados na substância negra . Mutações nas proteínas mitocondriais LRRK2 e Parkina resultam em ampla disfunção mitocondrial e produção de espécies reativas de oxigênio, sendo também fatores que influenciam a morte neuronal .
O parkinsonismo caracteriza-se, portanto, pela disfunção ou morte dos neurônios produtores da dopamina no sistema nervoso central. O local primordial de degeneração celular no parkinsonismo é a substância negra, presente na base do mesencéfalo.
Embora seja mais comum em idosos, a doença também pode aparecer em jovens. Um britânico de 23 anos já foi diagnosticado com Parkinson e seus sintomas iniciaram com um pequeno tremor na mão aos 19 anos de idade.
A Doença de Parkinson é uma doença que ocorre quando certos neurônios morrem ou perdem a capacidade. O indivíduo portador de  Parkinson pode apresentar tremores, rigidez dos músculos, dificuldade de caminhar, dificuldade de se equilibrar e de engolir. Como esses neurônios morrem lentamente, esses sintomas são progressivos no decorrer de anos.
A Doença de Parkinson, uma enfermidade associada a uma degeneração na substância negra do cérebro, pode ter sua origem em no intestino. Há mais de uma década, um professor de neuroanatomia chamado Heiko Braak da Wolfgang Goethe-University, sugeriu que a doença pode começar no intestino e então se alastrar para o cérebro. A ideia tem gerado um intenso debate, mas agora pesquisadores da Universidade de Lund na Suécia afirmam ter visto as primeiras provas concretas de que a doença é capaz de migrar do intestino para o cérebro. Na doença de Parkinson uma boa parte dos pacientes se queixam de problemas gastrointestinais e nesses pacientes os sintomas associados com o olfato e digestão muitas vezes ocorrem precocemente. Isto sugere que a ”hipótese Braak”, que considera que o processo que leva à doença de Parkinson começa no trato digestivo e na área do cérebro responsável pelo processo olfativo.
No Brasil apenas 10% dos pacientes com parkinson desenvolvem demência enquanto em outros países os números variam entre 20 e 40%.

### Agrotóxicos
São crescentes as indicações de correlação entre o uso de agrotóxicos e o aumento no risco de desenvolvimento da doença da Parkinson. Nos Estados Unidos a doença de Parkinson é mais comum entre homens do meio rural do que em outros grupos demográficos, o que pode ser explicado pela maior possibilidade de exposição aos agrotóxicos. Estudo realizado por pesquisadores do University of Texas Southwestern Medical Center e publicado pela revista Archives of Neurology, sugere que pessoas com doença de Parkinson possuem níveis mais elevados do inseticida ß-hexaclorociclohexano (ß-HCH) no sangue do que as pessoas saudáveis. O inseticida foi encontrado em 76% das pessoas com Parkinson (contra m 40% das pessoas saudáveis do grupo de controle e 30% das pessoas com doença de Alzheimer).
Os pesquisadores testaram o sangue dos participantes para 15 conhecidos agrotóxicos organoclorados. Estes agrotóxicos, dentre os quais o conhecido DDT (Dicloro-Difenil-Tricloroetano), foram amplamente utilizados nos EUA desde a década de 1950 até os anos 1970 e persistem no ambiente durante anos. No organismo, essas substâncias se dissolvem em gorduras, podendo causar danos no sistema nervoso. Embora o estudo aponte para uma relação direta entre o inseticida HCH (hexaclorociclohexano) e a doença de Parkinson, os pesquisadores acreditam que outros pesticidas e contaminantes ambientais podem estar entre as causas do desenvolvimento da doença.
Outra pesquisa recente (Nitratos podem ser acionadores ambientais de Alzheimer, diabetes e doença de Parkinson) sugere uma associação entre os nitratos presentes em nosso meio ambiente e o aumento das mortes por doenças insulino-resistentes, incluindo doença de Alzheimer, a diabetes mellitus, a doença de Parkinson e a esteatose hepática não-alcoólica.

## Diagnóstico

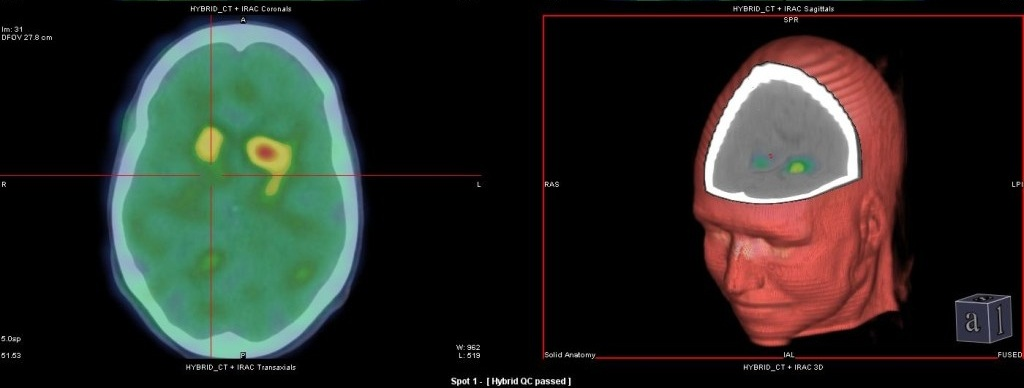
Cintilografia com SPECT/CT utilizando trodat-1

O diagnóstico é feito principalmente pela clínica e testes musculares e de reflexos. Normalmente não há alterações nas Tomografia computadorizada cerebral, eletroencefalograma ou na composição do líquido cefalorraquidiano, mas podem ser feitos para descartar outras causas. Técnicas da medicina nuclear como SPECTs e PETs podem ser úteis para avaliar o metabolismo dos neurónios dos núcleos basais. Se pode testar a resposta ao tratamento com carbidopa e levodopa, uma melhora significativa confirma o diagnóstico.

## Tratamento[43]

### Psicológico
Cerca de 90% das pessoas com Parkinson sofrem também com algum outro transtorno psiquiátrico em algum momento. Dependendo do caso esses transtornos podem tanto ter colaborado para o desenvolvimento quanto serem consequência da doença ou mesmo não terem relação direta, essas três possibilidades tem embasamento científico. Mas independente de serem causa, consequência ou coincidentes, os distúrbios cognitivos, transtornos de humor e transtornos de ansiedade frequentes causam grandes prejuízos na qualidade de vida dos pacientes e seus familiares. O transtorno mais comum foi a depressão nervosa, identificada em 32% dos casos, e responsável por agravar os problemas motores, de sono, alimentares e de dores.
Diversos medicamentos psiquiátricos, inclusive o antidepressivo mais usado (fluoxetina), podem agravar os sintomas do Parkinson, ressaltam a importância do acompanhamento feito por psicólogos para melhorar a qualidade de vida do paciente e especialmente de seus cuidadores. Várias grandes cidades possuem serviços de saúde voltados para o idoso e que incluem serviços de apoio psicológico ao portador de parkinson e seus cuidadores como a Associação Brasil Parkinson:, a ABRAZ: e a Associação Portuguesa de Doentes de Parkinson .
Como antidepressivos podem piorar a funcionalidade do paciente uma opção é a estimulação magnética transcraniana (EMT) porém ela é cara e de difícil acesso. Uma opção semelhante e mais acessível é a eletroconvulsoterapia.

### Fisioterapêutico

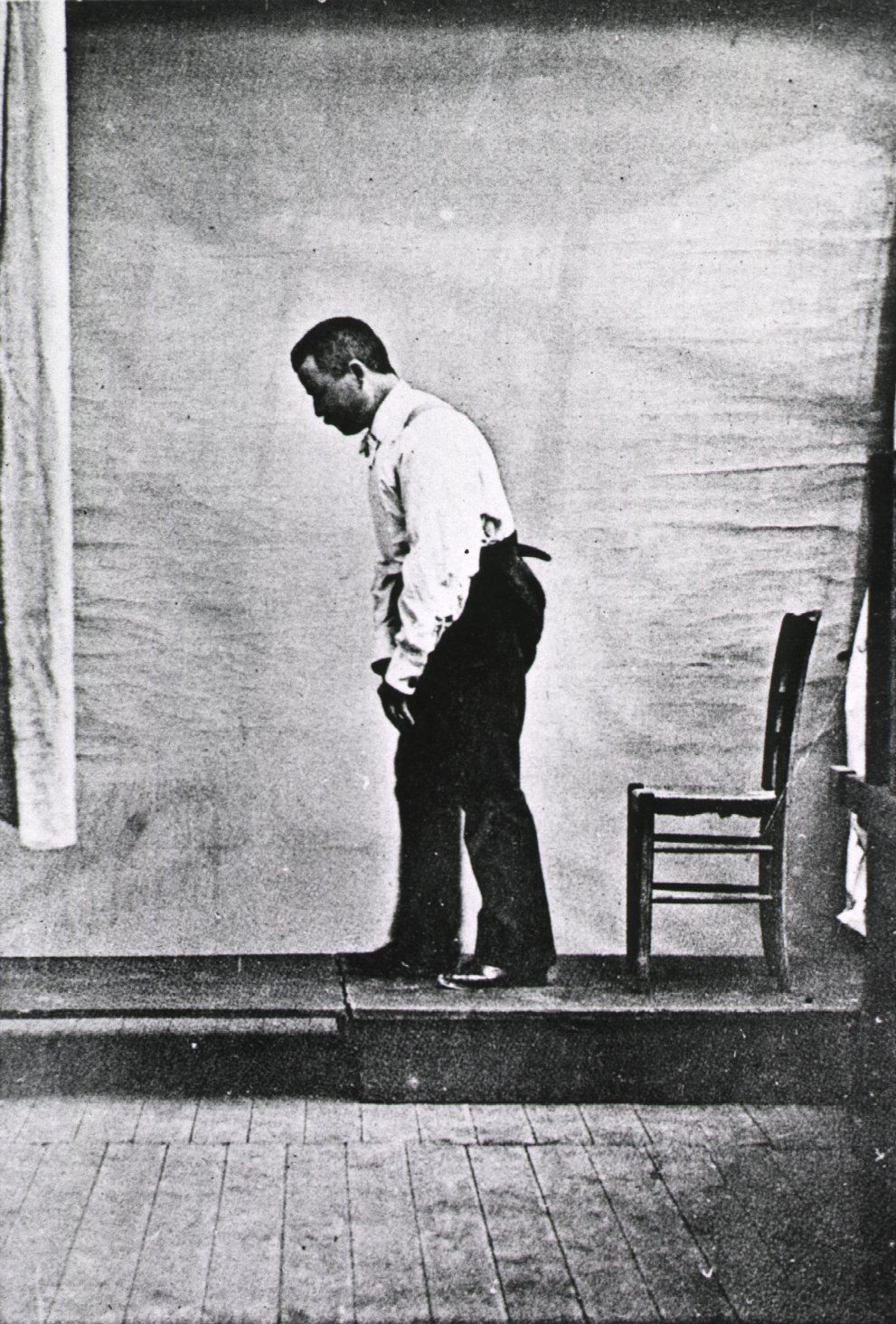
Fotografia de 1892 de um paciente com Parkinson

O tratamento fisioterapêutico atua em todas as fases do Parkinson, para melhorar as forças musculares, coordenação motora e equilíbrio.
O paciente com Parkinson, geralmente está sujeito a infecções respiratórias, que ocorrem mais com os pacientes acamados. Nestes casos a fisioterapia atua na manutenção da higiene brônquica, estímulo a tosse, exercícios respiratórios reexpansivos. Em casos mais graves, em que há comprometimento da musculatura respiratória, é indicado o tratamento com aparelhos de ventilação mecânica e respiradores mecânicos não invasivos, visando a otimização da ventilação pulmonar, com consequente melhora do desconforto respiratório.
Evidências clínicas dos efeitos do exercício físico ou reabilitação para indivíduos com DP são geralmente associadas às intervenções com probabilidade de exercer impacto sobre escalas clínicas – estadiamento de Hoehn e Yahr, UPDRS (Unified Parkinson's Disease Rating Scale) – ou limitações funcionais – marcha, subir/descer escadas, levantar da cama/cadeira, prevenção de quedas (CRIZZLE e NEWHOUSE, 2006). O treinamento de resistência muscular localizada e equilíbrio aumentaram a força muscular, a postura e a orientação espacial de pacientes com DP (HIRSCH et al., 2003). O treinamento em esteira ergométrica (MIYAI et al, 2002), a fisioterapia (NIEWBOER et al., 2001) e esportes adaptados (KURODA et al., 1992) diminuíram a gravidade da doença pela escala UPDRS. Pacientes com DP que praticam exercícios apresentaram menores índices de mortalidade do que os sedentários (REUTER et al., 1997).

### Nutricional
Conforme referido anteriormente, a doença de Parkinson é caracterizada por degeneração de neurônios pigmentados da substância negra, localizados nos gânglios da base cerebral, e os sintomas resultantes refletem a depleção do neurotransmissor dopamina. Se o processo é desencadeado por algo no meio ambiente, por uma falha genética ou pela combinação de ambos não está claro, embora um defeito no cromossomo 4 tenha sido recentemente apontado como uma causa em alguns casos.
De evolução lenta e quase sempre progressiva, a doença de Parkinson apresenta, nos indivíduos, sintomas clínicos que incluem tremor, rigidez, acinesia, lentidão de movimentos (bradicinesia) e alteração da postura. Sintomas não motores podem aparecer também. Estes incluem sudorese excessiva ou outros distúrbios do sistema nervoso involuntário e problemas psíquicos como depressão e, em estágios mais avançados, demência. Segundo COHEN (1994), 15 a 25% dos idosos, em geral, que apresentam depressão, desenvolvem sintomas psiquiátricos que podem comprometer o estado nutricional.
A acinesia e os distúrbios correlatos, já mencionados, interferem decisivamente nos atos motores básicos como a marcha, a fala e nas atividades que requerem a conjugação de atos motores como o vestir-se, a higiene corporal e a alimentação. À medida que a doença evolui, o paciente vai se tornando mais lento e mais enrijecido. A rigidez das extremidades e o controle da posição da cabeça e do tronco podem interferir com a capacidade do paciente de cuidar de si mesmo, inclusive quanto à alimentação. O ato de se alimentar torna-se mais lento e os movimentos simultâneos, tais como, aqueles necessários para manusear os talheres, mostram-se difíceis. Esses sintomas levam muitas vezes o parkinsoniano a um grau considerável de dependência em relação a seus familiares. Além desses, o paciente apresenta também dificuldade de deglutição, da motricidade gástrica e esofagiana, prisão de ventre,  problemas vasomotores, da regulação arterial, edemas, dificuldade de regulação da temperatura corporal, perturbações do sono e perda de peso.

### Cirurgia de Estimulação Cerebral Profunda
Estimulação cerebral profunda ou ECP (do inglês Deep Brain Stimulation (DBS)) é um tratamento neurocirúrgico para transtornos neurológicos usando um marcapasso cerebral que envia impulsos elétricos a determinada parte do encéfalo. É usado no tratamento de doenças neurológicas, inclusive Doença de Parkinson, em que a medicação não foi eficiente e que causa amplos prejuízos ao paciente.
O procedimento não é uma cura e não impede a progressão das doenças, mas tem se mostrado eficiente no controle dos sintomas motores e pode devolver aos pacientes autonomia e qualidade de vida.
Recentemente um grupo de pesquisadores brasileiros liderado pelo neurocirurgião Erich Fonoff descreveu uma nova técnica de implante simultâneo de eletrodos para estimulação cerebral profunda bilateral (ECP Bilateral Simultanea) fazendo possível que o procedimento se tornasse mais rápido e preciso. A precisão do implante faz toda a diferença pois a ECP tem seu efeito extremamente localizado.

## Prognóstico
O curso é progressivo e é feito durante de 10 a 25 anos após o surgimento dos sintomas. O agravamento contínuo dos sintomas, para além da importância da dopamina para o humor, levam a alterações radicais na vida do doente, e à depressão profunda frequentemente.
A síndrome de Parkinson não é fatal mas fragiliza e predispõe o doente a outras patologias, como pneumonia de aspiração (o fraco controle muscular leva a deglutição da comida para os pulmões) e outras infecções devido à imobilidade.

## Epidemiologia
A incidência de demência na DP é seis vezes maior do que na população geral, e a prevalência varia entre 10% a 50%. Caracteriza-se por redução ou falta de iniciativa para atividades espontâneas; incapacidade de desenvolver estratégias eficientes para a resolução de problemas; lentificação dos processos mnemônicos e de processamento global da informação; prejuízo da percepção visuoespacial; dificuldades de conceitualização e dificuldade na geração de listas de palavras. O reconhecimento precoce desses sintomas e seu tratamento são fatores cruciais para uma melhor abordagem clínica da DP.
Em vários estudos clínicos foi observada ligeira predominância do sexo masculino, porém existem algumas questões sobre a forma de seleção dos pacientes. Em trabalhos que calcularam a prevalência e incidência da doença de Parkinson , não foi demonstrada diferença significativa em relação ao sexo quanto ao risco de contrair a doença. O aumento da esperança de vida não modificada de forma importante o número de parkinsonianos, permanecendo a prevalência da doença bastante estável desde o início do século.

## História
O nome "Parkinson" é uma homenagem do médico francês Jean-Martin Charcot ao neurologista James Parkinson, que estudou os sintomas da doença e foi o primeiro a descrevê-la em seu tratado "An Essay on the Shaking Palsy" em 1817 com base em observações de pacientes .